# 横浜郵便局
横浜郵便局（よこはまゆうびんきょく）は青森県上北郡横浜町にある郵便局である。民営化前の分類では集配特定郵便局であった。局番号は84056。

## 概要
住所：〒039-4199 青森県上北郡横浜町寺下66

## 沿革
- 1872年8月4日（明治5年7月1日） - 横浜郵便取扱所として開設[1]。
- 1875年（明治8年）1月1日 - 横浜郵便局（五等）となる。
- 1885年（明治18年） - 貯金取扱を開始。
- 1896年（明治29年）7月1日 - 為替取扱を開始。
- 1898年（明治31年）2月1日 - 横浜郵便電信局となる。
- 1903年（明治36年）4月1日 - 通信官署官制の施行に伴い横浜郵便局となる。
- 1975年（昭和50年）5月28日 - 電話交換業務を野辺地電報電話局に移管[2]。
- 2007年（平成19年）3月5日 - ゆうゆう窓口（郵便時間外窓口）を廃止し、配達センター局に移行。
- 2007年（平成19年）10月1日 - 民営化に伴い、併設された郵便事業野辺地支店横浜集配センターに一部業務を移管。
- 2012年（平成24年）10月1日 - 日本郵便株式会社発足に伴い、郵便事業野辺地支店横浜集配センターを横浜郵便局に統合。

## 取扱内容
- 郵便、印紙、ゆうパック、内容証明
- 貯金、為替、振替、振込、国際送金、国債
- 生命保険、バイク自賠責保険
- ゆうちょ銀行ATM
- 上北郡横浜町内全域（〒039-41xx）の集配業務

## 周辺
- 横浜町役場
- 道の駅よこはま
- 国道279号
- 三保川

## アクセス
- JR大湊線 陸奥横浜駅より徒歩約7分
- 下北交通バス 横浜停留所下車
- 駐車場あり：5台